# Tom Cole
Pour les articles homonymes, voir Cole.
Thomas Jeffery Cole dit Tom Cole, né le 28 avril 1949 à Shreveport, est un homme politique américain, élu républicain de l'Oklahoma à la Chambre des représentants des États-Unis depuis 2003.

## Biographie
Tom Cole est membre de la nation chicacha. Après des études au Grinnell College (en), à l'université Yale et à l'université de l'Oklahoma, Il devient professeur à l'université. Après avoir travaillé pour le représentant Mickey Edwards (en), il dirige le Parti républicain de l'Oklahoma de 1985 à 1989.
Entre 1988 et 1991, il est élu au Sénat de l'Oklahoma. Il devient ensuite le directeur exécutif du National Republican Congressional Committee (en). En 1995, il est élu secrétaire d'État de l'Oklahoma. À la fin de son mandat, il devient chef de cabinet du Comité national républicain.
En 2002, il est élu à la Chambre des représentants des États-Unis dans le 4e district de l'Oklahoma avec 53,8 % des voix face au démocrate Darryl Roberts. Il est depuis réélu tous les deux ans avec plus de 64 % des suffrages.

## Historique électoral

### Chambre des représentants des États-Unis
| Année | Tom Cole | Démocrate | Libertarien | Indépendant |
| ----- | -------- | --------- | ----------- | ----------- |
| Année |          |           |             |             |
| 2002  | 53,83 %  | 46,17 %   | —           | —           |
| 2004  | 77,77 %  | 22,23 %   | —           | —           |
| 2006  | 64,61 %  | 35,39 %   | —           | —           |
| 2008  | 66,02 %  | 29,21 %   | —           | 4,78 %      |
| 2010  | 100,00 % | —         | —           | —           |
| 2012  | 67,89 %  | 27,60 %   | —           | 4,51 %      |
| 2014  | 70,80 %  | 24,66 %   | —           | 4,55 %      |
| 2016  | 69,63 %  | 26,08 %   | 4,29 %      | —           |
| 2018  | 63,07 %  | 33,00 %   | —           | 3,94 %      |
| 2020  | 67,80 %  | 28,80 %   | 3,40 %      | —           |
| 2022  | 66,75 %  | 33,25 %   | —           | —           |
| 2024  | 65,2 %   | 28,3 %    | —           | 6,5 %       |